# Tetramorium ubangense
Tetramorium ubangense är en myrart som beskrevs av Santschi 1937. Tetramorium ubangense ingår i släktet Tetramorium och familjen myror. Inga underarter finns listade i Catalogue of Life.